# Aidan Scott

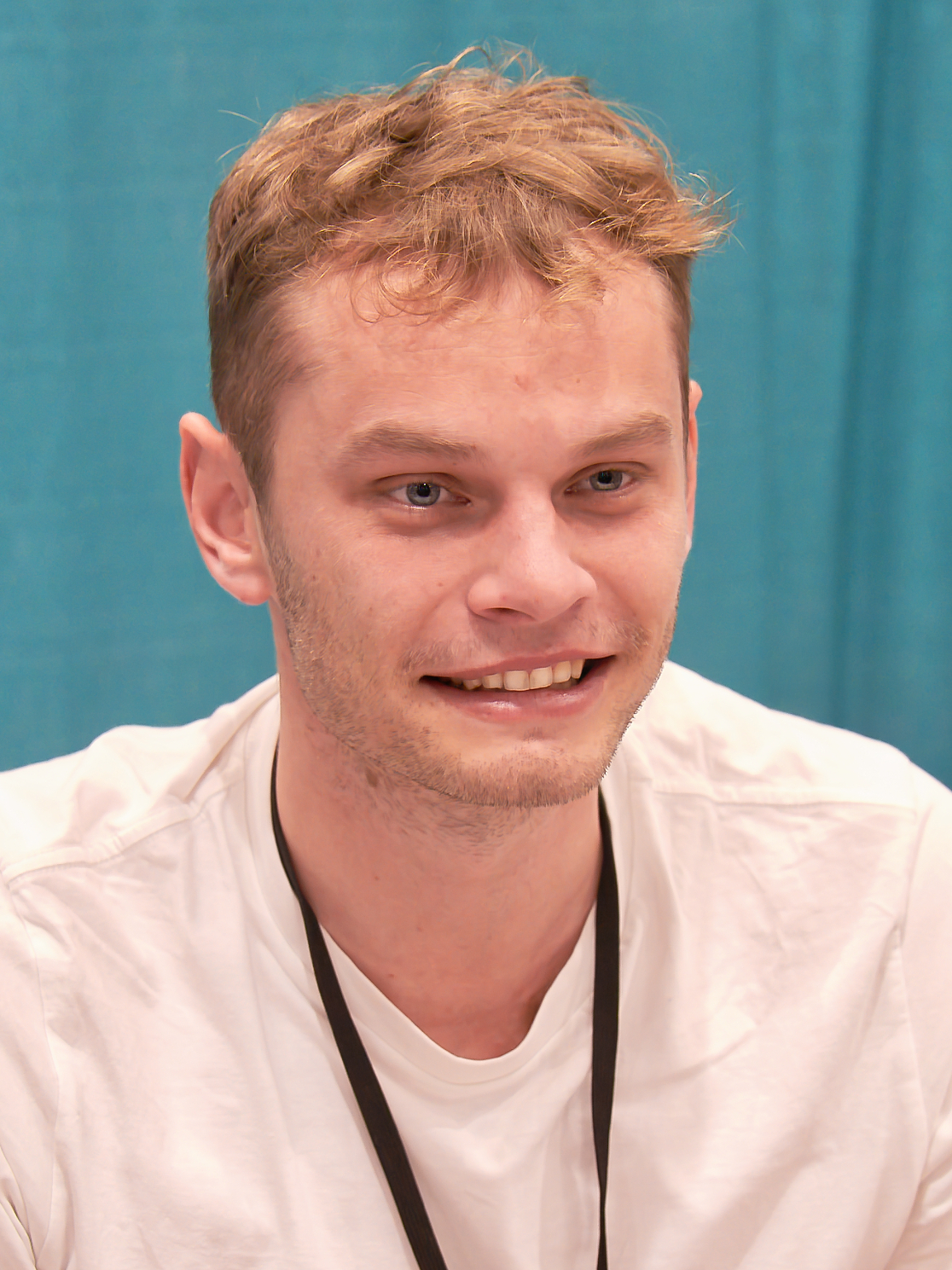
Aidan Scott

Aidan Scott ist ein südafrikanischer Schauspieler und Synchronsprecher.

## Leben
Scott machte seinen Bachelor of Arts in Theater und Performance an der Universität Kapstadt. Weitere Schauspielausbildungen erhielt er an der AFDA, The School for the Creative Economy, der London Academy of Music and Dramatic Art und dem One World Actors Centre. Neben Englisch hat er Basiskenntnisse in Afrikaans und Arabisch. Er debütierte 2018 als Filmschauspieler in Action Point in einer Nebenrolle. 2019 übernahm er eine der Hauptrollenbesetzungen des Leo im Kurzfilm Hand Off, der am 23. November 2019 auf dem AFDA Graduation Festival uraufgeführt wurde. 2020 hatte er eine Nebenrolle im Spielfilm The Kissing Booth 2 inne und übernahm in drei Episoden der Fernsehserie Between the Devil die Rolle des Finnick. 2022 wirkte er in einer Episodenrolle der Fernsehdokuserie Abraham Lincoln mit. Anfang März 2022 wurde bekannt, dass er die Rolle des Helmeppo im Netflix-Original One Piece verkörpern wird.

## Filmografie (Auswahl)
- 2018: Action Point
- 2019: Hand Off (Kurzfilm)
- 2020: The Kissing Booth 2
- 2020: Between the Devil (Fernsehserie, 3 Episoden)
- 2022: Abraham Lincoln (Fernsehdokuserie, Episode 1x01)
- 2023: One Piece (Fernsehserie, 8 Episoden)
- 2024: The Fix
- 2024: The Shakedown
- 2024: Lilies Not for Me